# Забрдже (Градець)
Забрдже (хорв. Zabrđe) — населений пункт у Хорватії, у Загребській жупанії у складі громади Градець.

## Населення
Населення за даними перепису 2011 року становило 158 осіб.
Динаміка чисельності населення поселення:

## Клімат
Середня річна температура становить 10,66 °C, середня максимальна – 24,83 °C, а середня мінімальна – -5,90 °C. Середня річна кількість опадів – 810 мм.
| Клімат поселення                              | Клімат поселення | Клімат поселення | Клімат поселення | Клімат поселення | Клімат поселення | Клімат поселення | Клімат поселення | Клімат поселення | Клімат поселення | Клімат поселення | Клімат поселення | Клімат поселення | Клімат поселення |
| Показник                                      | Січ.             | Лют.             | Бер.             | Квіт.            | Трав.            | Черв.            | Лип.             | Серп.            | Вер.             | Жовт.            | Лист.            | Груд.            |                  |
| Середній максимум, °C                         | 5,86             | 7,97             | 12,51            | 16,74            | 21,66            | 24,83            | 24,27            | 23,70            | 19,70            | 14,72            | 9,16             | 4,88             |                  |
| Середня температура, °C                       | −0,03            | 2,10             | 6,64             | 10,84            | 15,76            | 18,95            | 20,48            | 19,92            | 15,91            | 10,92            | 5,36             | 1,08             |                  |
| Середній мінімум, °C                          | −5,9             | −3,8             | 0,75             | 4,97             | 9,89             | 13,06            | 16,68            | 16,11            | 12,11            | 7,12             | 1,56             | −2,71            |                  |
| Норма опадів, мм                              | 44               | 44               | 51               | 62               | 74               | 89               | 76               | 76               | 75               | 75               | 82               | 62               |                  |
| Середньомісячна швидкість вітру, м/с          | 2.04             | 2.28             | 2.64             | 2.50             | 2.31             | 2.10             | 2.08             | 1.90             | 1.90             | 1.99             | 2.08             | 2.07             |                  |
| Середньомісячна сонячна радіація, кДж/м²·день | 4080             | 6866             | 10610            | 15038            | 19290            | 21335            | 22125            | 19262            | 14196            | 8809             | 4534             | 3340             |                  |
| --------------------------------------------- | ---------------- | ---------------- | ---------------- | ---------------- | ---------------- | ---------------- | ---------------- | ---------------- | ---------------- | ---------------- | ---------------- | ---------------- | ---------------- |
| Джерело:                                      |                  |                  |                  |                  |                  |                  |                  |                  |                  |                  |                  |                  |                  |